# Pári
Pour les articles homonymes, voir Pari.
Pári est un village et une commune du comitat de Tolna en Hongrie.